# Martine Clozel
Martine Clozel (27 dicembre 1955) è un'imprenditrice svizzera, fondatrice delle case farmaceutiche Actelion e Idorsia.

## Biografia
Martine Clozel ha studiato all'Università di Nancy e all'Università della California - San Francisco. Ha inoltre seguito un'ulteriore specializzazione in fisiologia e farmacologia presso la McGill University.
Nel 1997 ha fondato Actelion con il marito Jean-Paul Clozel.
La società è stata venduta nel 2017 all'azienda farmaceutica e di prodotti di consumo americana Johnson & Johnson per 30 miliardi di dollari.
Nello stesso anno Martine Clozel ha fondato la società farmaceutica Idorsia e da allora ricopre il ruolo di direttrice della ricerca. È una delle fondatrici di aziende di maggior successo in Svizzera.

## Premi e riconoscimenti
- Ufficiale della Legion d'onore[7];
- Dottorato honoris causa da parte dell'EFPL[8];
- Prix Suisse Award.[9]

Nel 2022, insieme al marito, ha ricevuto il dottorato honoris causa dalla Facoltà di Filosofia e Scienze Naturali dell'Università di Basilea.